# Liberty Tree
Il “Liberty Tree” era un famoso olmo nelle vicinanze di Boston, presso il quale, nel 1765, i coloni inscenarono il primo atto di protesta contro il governo britannico, ostile alle istanze dei patrioti.
Nel corso degli anni, l’albero divenne un importantissimo punto di riferimento per i ribelli americani, ed il terreno circostante divenne noto come “Liberty Hall”.
Nell’agosto del 1775, l’Albero della Libertà venne abbattuto dai lealisti guidati da Nathaniel Coffin Jr. e Job Williams.